# 高橋恭市
高橋 恭市（たかはし きょういち、1969年（昭和44年）11月13日 - ）は、日本の政治家。千葉県富津市長（3期目）。

## 来歴
千葉県富津町（現・富津市金谷）に生まれる。富津市立金谷小学校、富津市立天羽中学校、千葉県立安房高等学校、帝京大学法学部法律学科卒業。
衆議院議員浜田靖一の政策秘書を務めたのち、2013年（平成25年）に富津市副市長に就任した。2016年（平成28年）3月、副市長を退任。
2016年（平成28年）10月2日に行われた富津市長選挙に自由民主党・公明党の推薦を得て出馬。2014年夏に市の財政悪化が表面化した際、執行部の一人だったことから「批判はあると思う」と述べた上での立候補だった。2012年の市長選に続き2度目の出馬の公認会計士の地引直輝を破り初当選した。10月6日、市長就任。選挙の結果は以下のとおり。
※当日有権者数：40,061人 最終投票率：59.50%（前回比：+2.49pts）
| 候補者名 | 年齢 | 所属党派 | 新旧別 | 得票数   | 得票率 | 推薦・支持             |
| -------- | ---- | -------- | ------ | -------- | ------ | ---------------------- |
| 高橋恭市 | 47   | 無所属   | 新     | 12,124票 | 51.26% | （推薦）自民党・公明党 |
| 地引直輝 | 36   | 無所属   | 新     | 11,530票 | 48.74% |                        |

2020年9月、無投票で再選。
2024年9月、3期目の当選。